# غاتسورا
غاتسورا (بالإيطالية: Guazzora)‏ هي بلدية في مقاطعة ألساندريا في إقليم بييمونتي في إيطاليا.

## السكان
في سنة 1861 بلغ عدد السكان 667 نسمة، وتطور العدد ليصل في سنة 2011 لـ 313 نسمة.
يظهر هذا المخطط البياني تطور النمو السكاني لـ غاتسورا